# Doble A
Doble A es el tercer álbum solista de la percusionista, baterista, cantante y compositora argentina Andrea Álvarez. En la grabación la acompañan Mauro Quintero a la guitarra y Nano Casale al bajo. Además, Ricardo Mollo, de Divididos, toca la guitarra en Muerto y Richard Coleman pone guitarra y voz en Aleluya. En la canción que cierra el disco, Cirugía mayor, Sandra Vázquez toca la armónica y Mariela Álvarez aporta coros.
Este disco se registró de manera analógica en una consola MCI en el estudio ION en Buenos Aires. Para esto Jim Diamond viajó a Argentina desde Detroit, a donde volvió al mes siguiente para realizar la mezcla y masterización en su estudio Ghetto Recorders.

## Lista de canciones
1. Nurse
2. Calladitos
3. Muerto
4. Aleluya
5. Malo para mí
6. No menos que vos
7. Lesson
8. Doble A
9. Alter ego
10. Al límite
11. Sapo
12. Cirugía mayor

## Doble A en vivo en Estudio ION
A dos años del lanzamiento de "Doble A" Andrea se embarca en lo que es su primer DVD, "Doble A en vivo en Estudio ION". El trabajo consiste en ella y su banda tocando, junto con invitados, las canciones del disco y un cover. La grabación se realizó el 18 de noviembre de 2010.
Los músicos que participan son la misma Andrea en batería y voz, Lonnie Hillyer en bajo y León Peirone en guitarra. Los invitados son Richard Coleman, que suma guitarra y voz a "Aleluya" y Mariano Martínez, que toca la guitarra en "Algo ha cambiado". La versión de "Algo ha cambiado" es una de las canciones interpretadas por Álvarez más populares.
Todos los temas fueron compuestos por Andrea Álvarez, excepto los que se indica:
1. Alter ego
2. Calladitos (música: Alvarez – Casale)
3. Doble A
4. Aleluya
5. Sapo
6. Muerto
7. Nurse (música: Alvarez – Quintero)
8. Algo ha Cambiado (Norberto "Pappo" Napolitano)